# Incestophantes annulatus
Incestophantes annulatus är en spindelart som först beskrevs av Kulczynski 1882.  Incestophantes annulatus ingår i släktet Incestophantes och familjen täckvävarspindlar. Inga underarter finns listade i Catalogue of Life.